# Perissodactyla (classification phylogénétique)
Cette page a pour objet de présenter un arbre phylogénétique des Perissodactyla (Mesaxonia, Mésaxoniens, Périssodactyles), c'est-à-dire un cladogramme mettant en lumière les relations de parenté existant entre leurs différents groupes (ou taxa), telles que les dernières analyses reconnues les proposent. Ce n'est qu'une possibilité, et les principaux débats qui subsistent au sein de la communauté scientifique sont brièvement présentés ci-dessous, avant la bibliographie.

## Arbre phylogénétique
Le cladogramme présenté ici ne possède qu'une valeur indicative. Il n'est pas forcément consensuel, et on peut toujours se référer à la bibliographie au bas de l'article.
Le symbole ▲ renvoie à la partie immédiatement supérieure de l'arbre phylogénétique du vivant. Le signe ► renvoie à la classification phylogénétique du groupe considéré. Tout nœud de l'arbre portant plus de deux branches montre une indétermination de la phylogénie interne du groupe considéré.
Les habitudes typographiques des botanistes et des zoologistes sont différentes. Ici, par commodité de lecture, et certains groupes actuels relevant des deux domaines traditionnels, les noms de taxons supérieurs au genre sont tous écrits en caractères droits, les noms de genres ou d'espèces en italiques.
À la suite d'un taxon, sa période d'apparition, quand elle est connue, peut être indiquée suivant la légende suivante :
(Plé) : Pléistocène ; (Pli) : Pliocène ; (Mio) : Miocène ; (Oli) : Oligocène ; (Éoc) : Éocène ; (Pal) : Paléocène ; (Cré) : Crétacé ; (Jur) : Jurassique ; (Tri) : Trias ; (Per) : Permien ; (Car) : Carbonifère ; (Dév) : Dévonien ; (Sil) : Silurien ; (Ord) : Ordovicien ; (Camb) : Cambrien ; (Edi) : Édiacarien. Pour plus de précision si possible, (-) : inférieur ; (~) : moyen ; (+) : supérieur.

```
▲

└─o 
Perissodactyla
 ou 
Mesaxonia

  ├─? 
Brontotheroidea
 (éteint)
  └─o 
Lophodontomorpha

    ├─o 
Ankylopoda
 (éteint)
    │ └─o 
Chalicotheriodea
 (éteint)
    └─o 
Euperissodactyla

      ├─o 
Hippomorpha
 ou 
Equoidea

      └─o 
Ceratomorpha

        ├─o 
Tapiroidea

        └─o 
Rhinocerotoidea
```

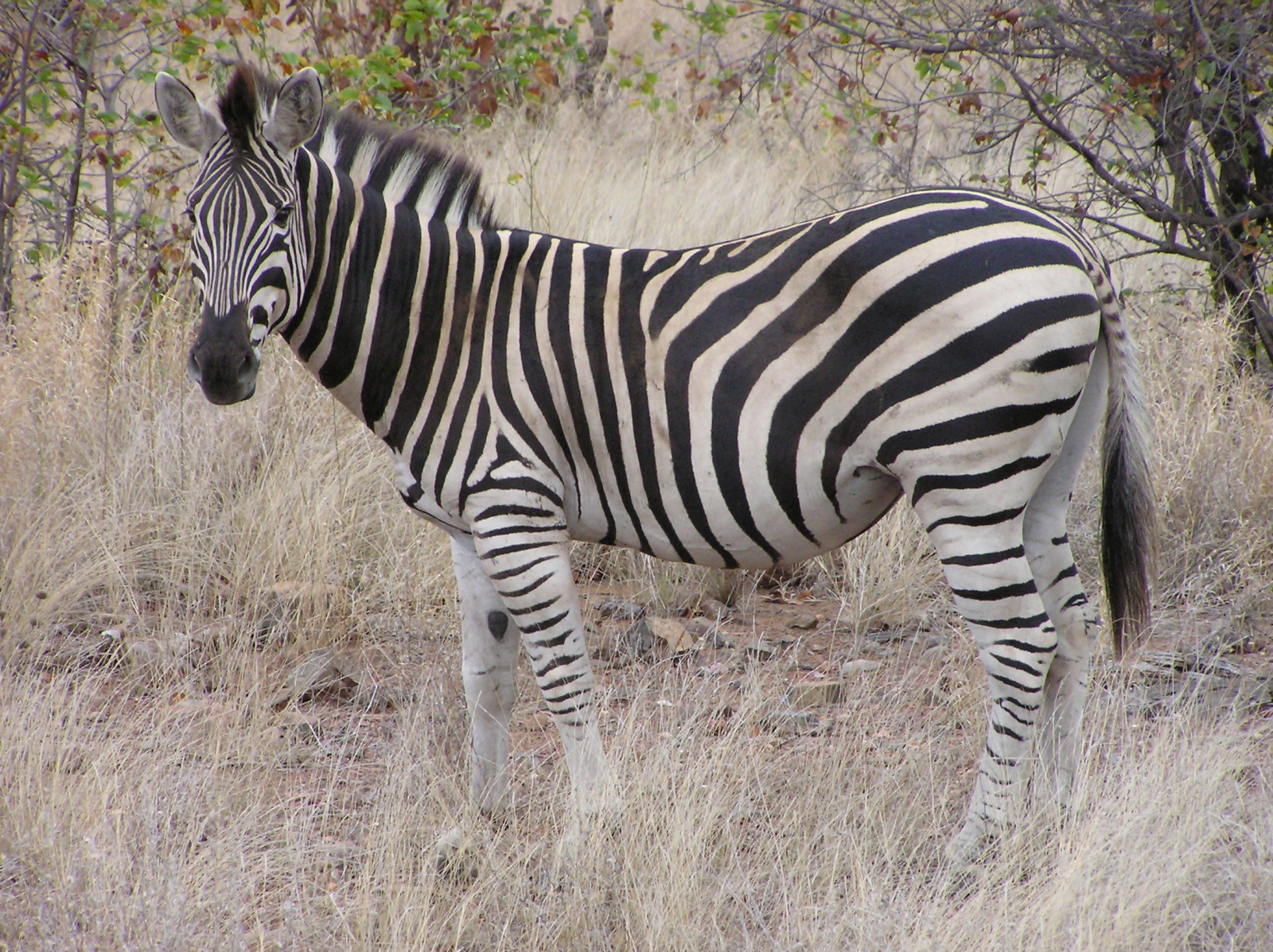
Zèbre d'Afrique (Equus zebra, Equidae)
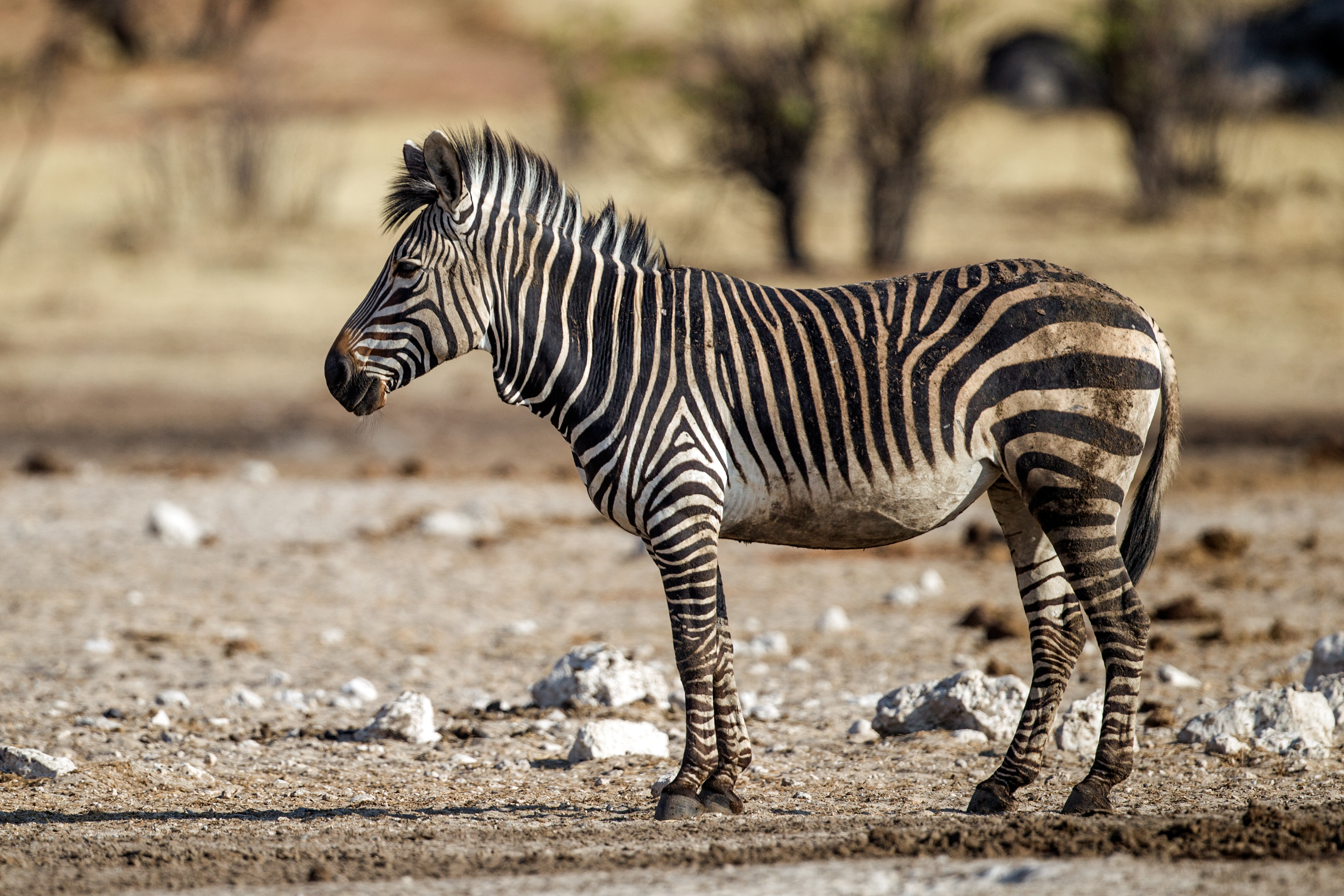
Equus zebra (Equidae).
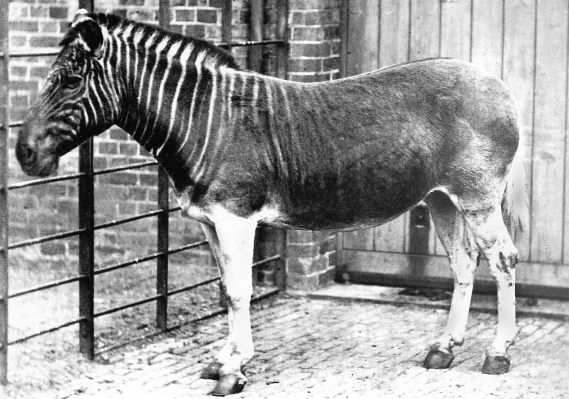
Zèbre quagga (Equus quagga quagga, Equidae) (unique photo de cette espèce éteinte)
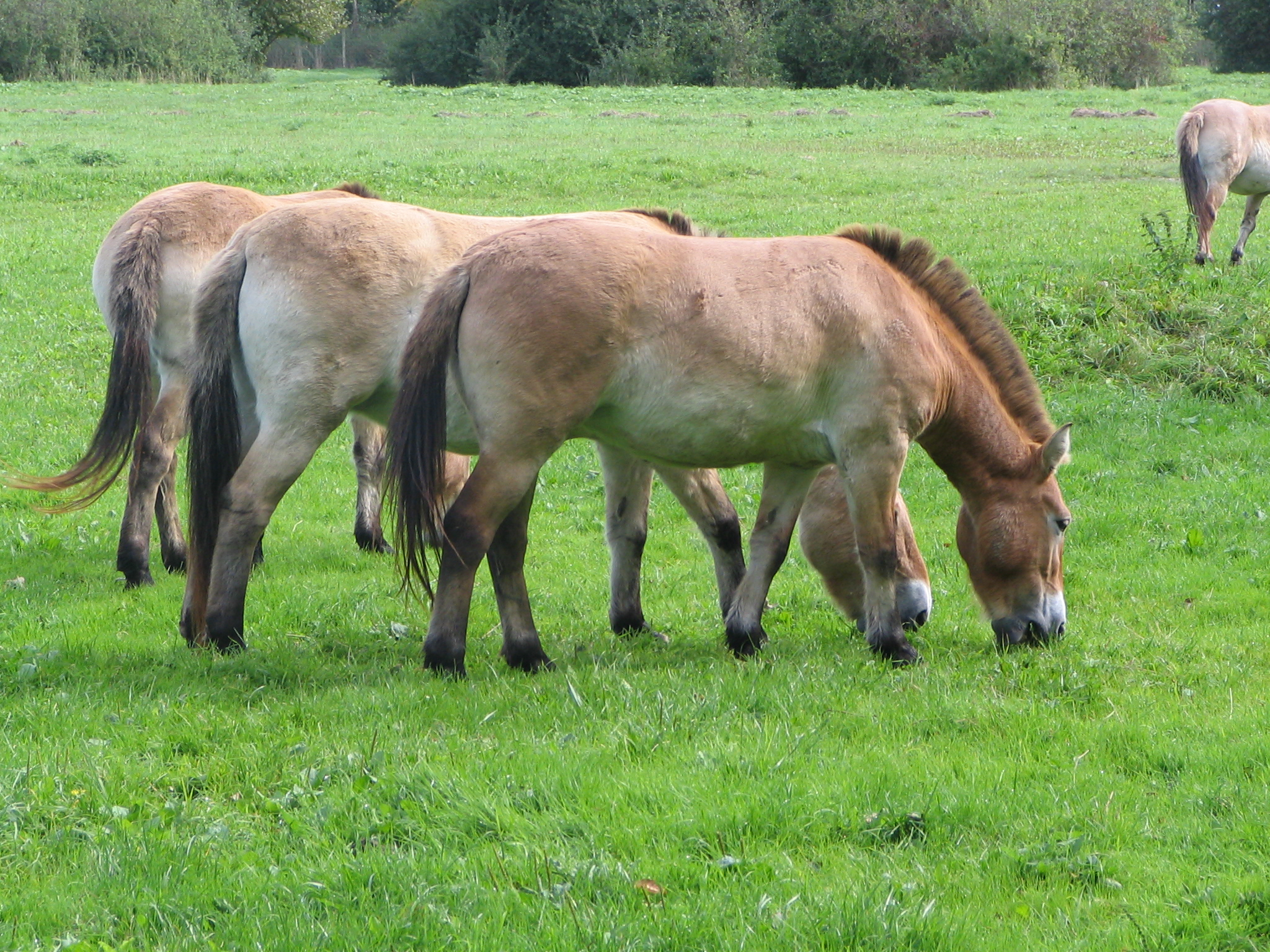
Cheval de Przewalsky (Equus przewalskii, Equidae)
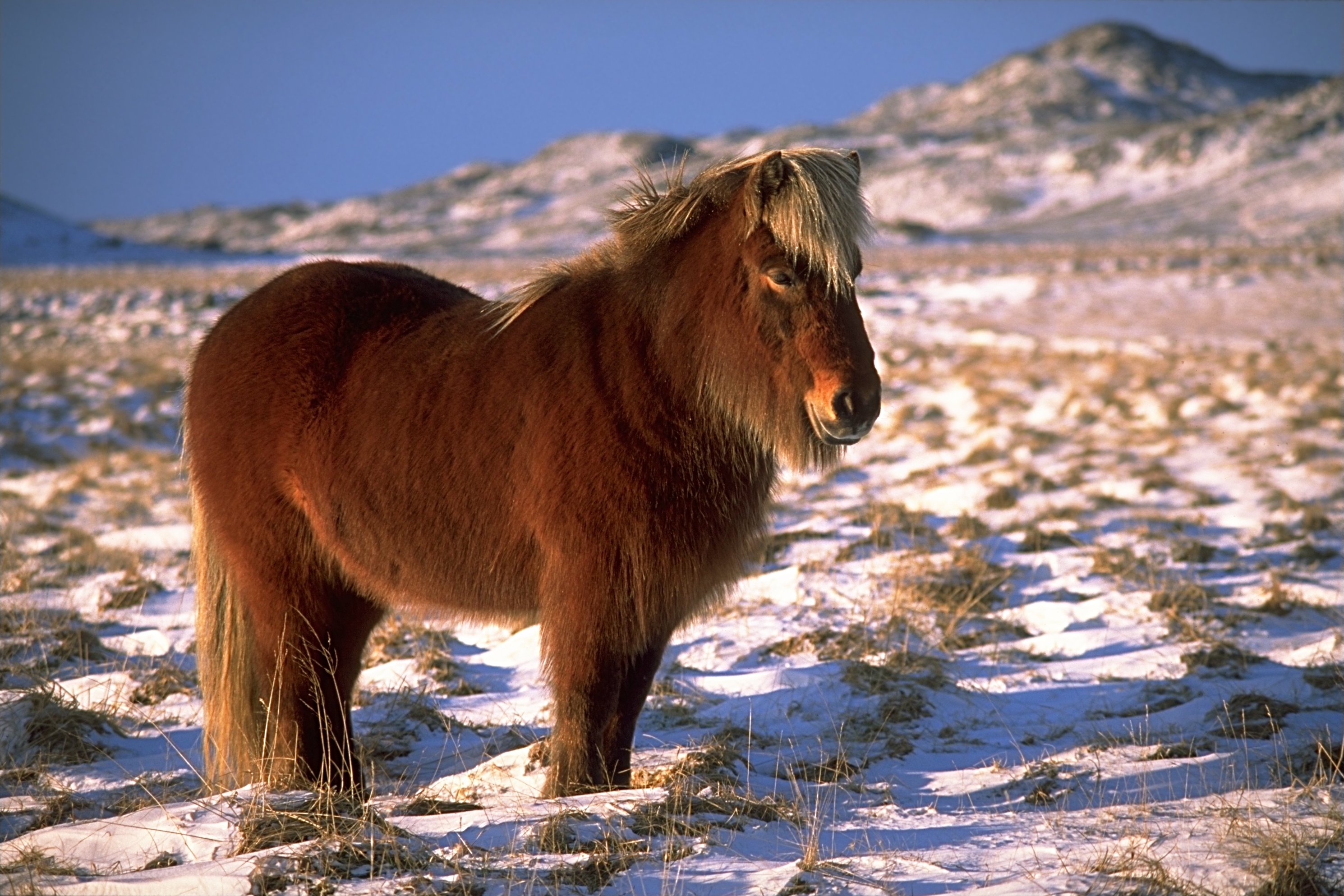
Cheval islandais (Equus caballus, Equidae)
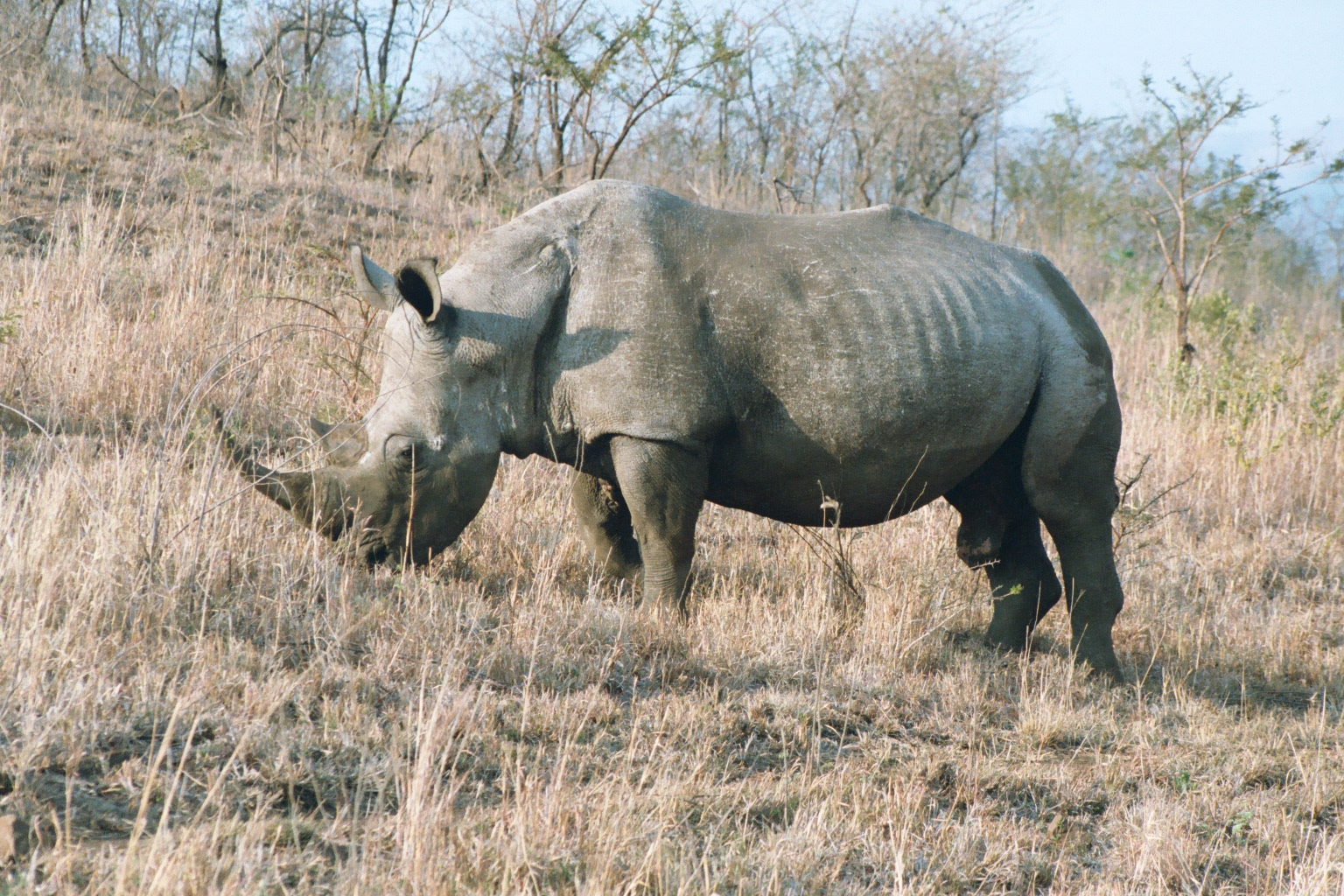
Rhinocéros blanc (Ceratotherium simum, Rhinocerotidae)
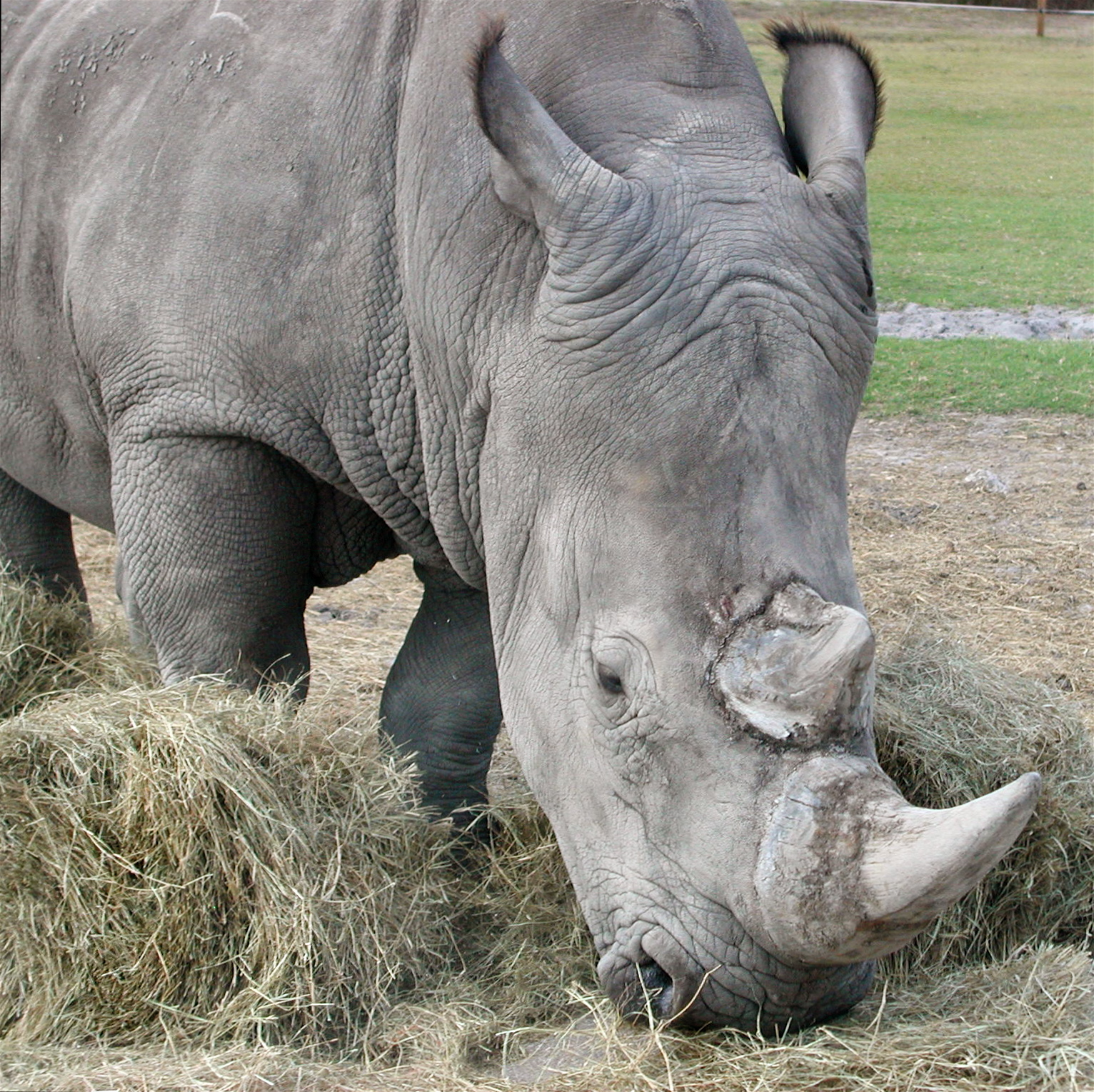
Rhinocéros blanc (Ceratotherium simum, Rhinocerotidae)
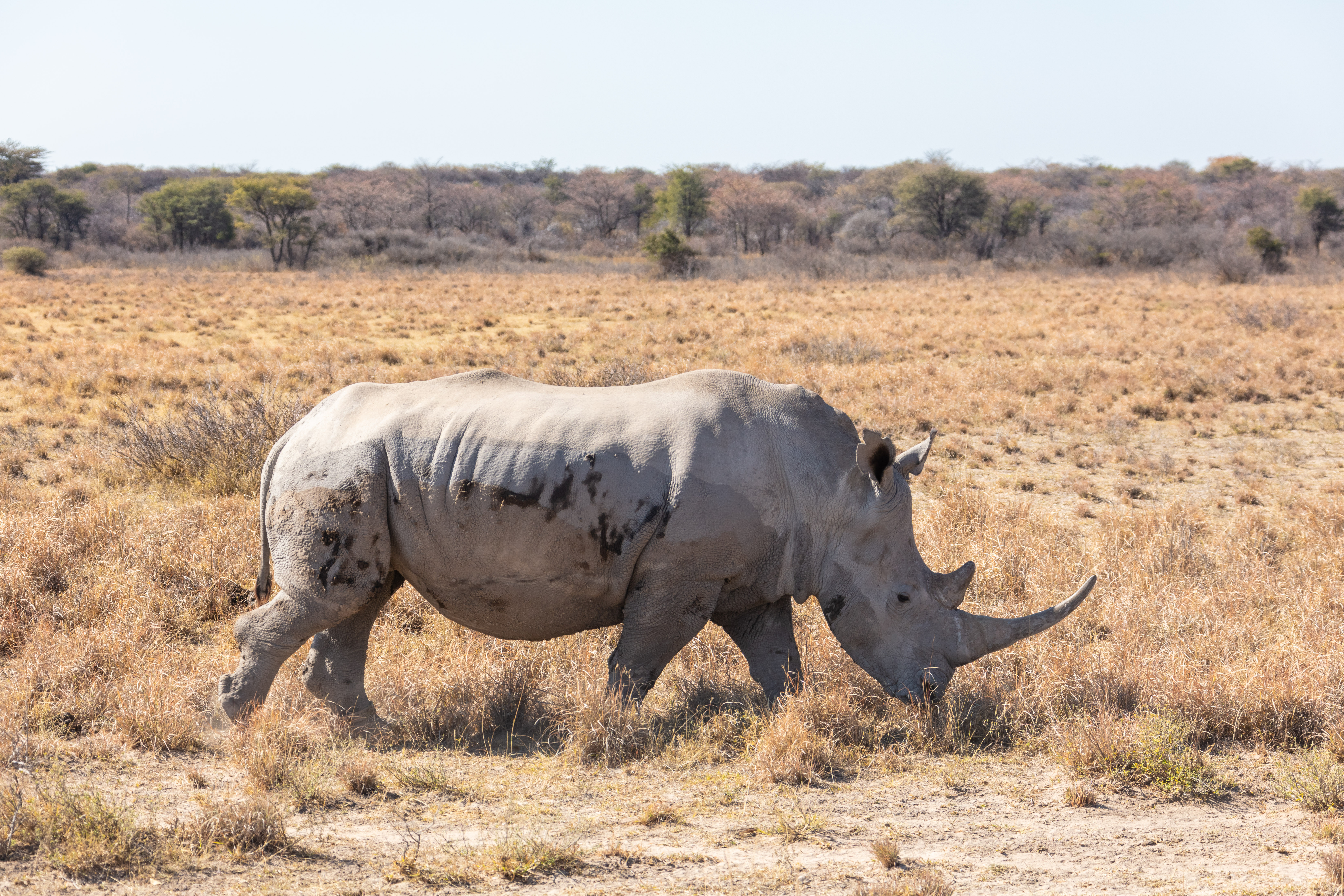
Ceratotherium simum (Rhinocerotidae).
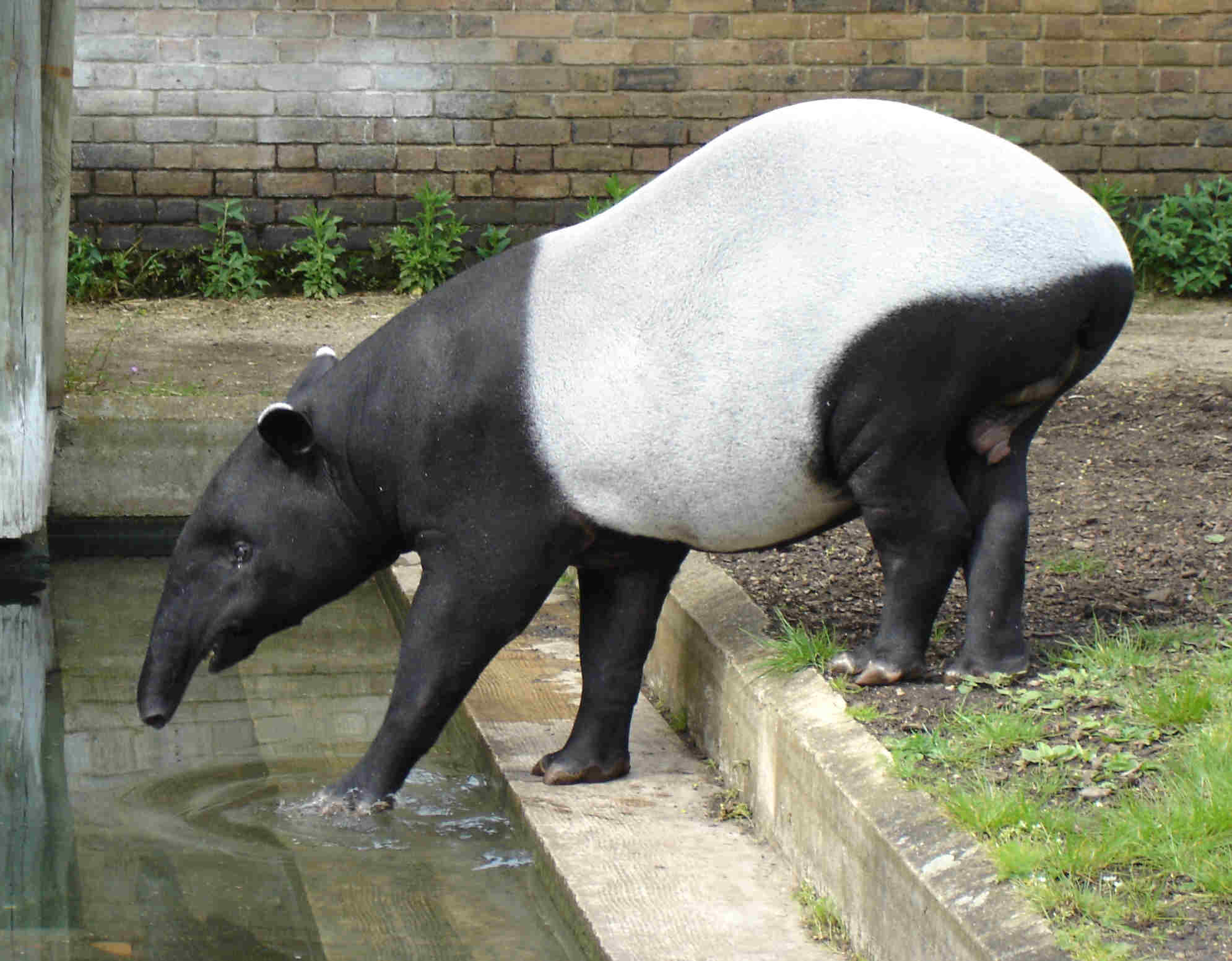
Tapir de Malaisie (Tapirus indicus, Tapiridae)
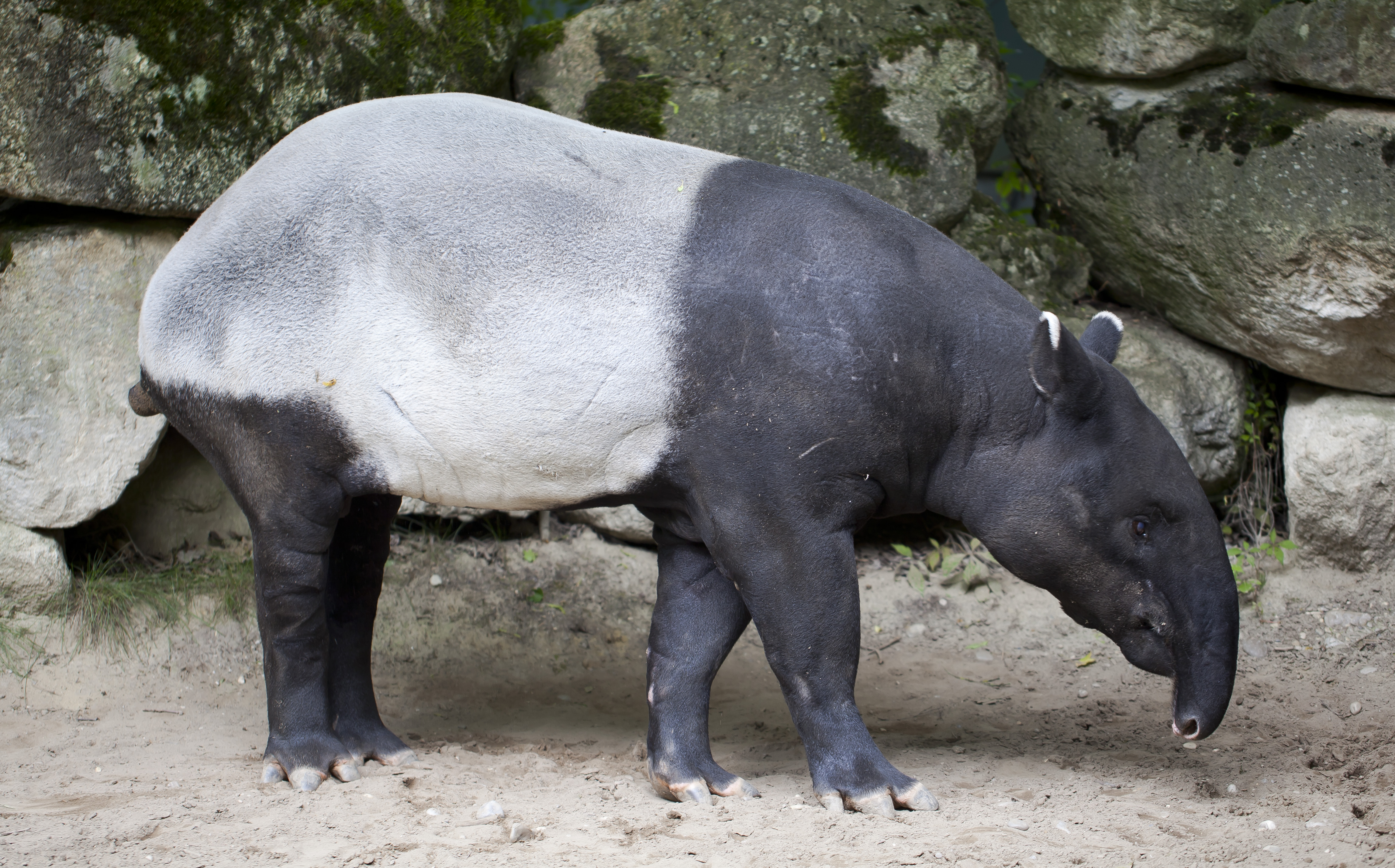
Tapirus indicus (Tapiridae).
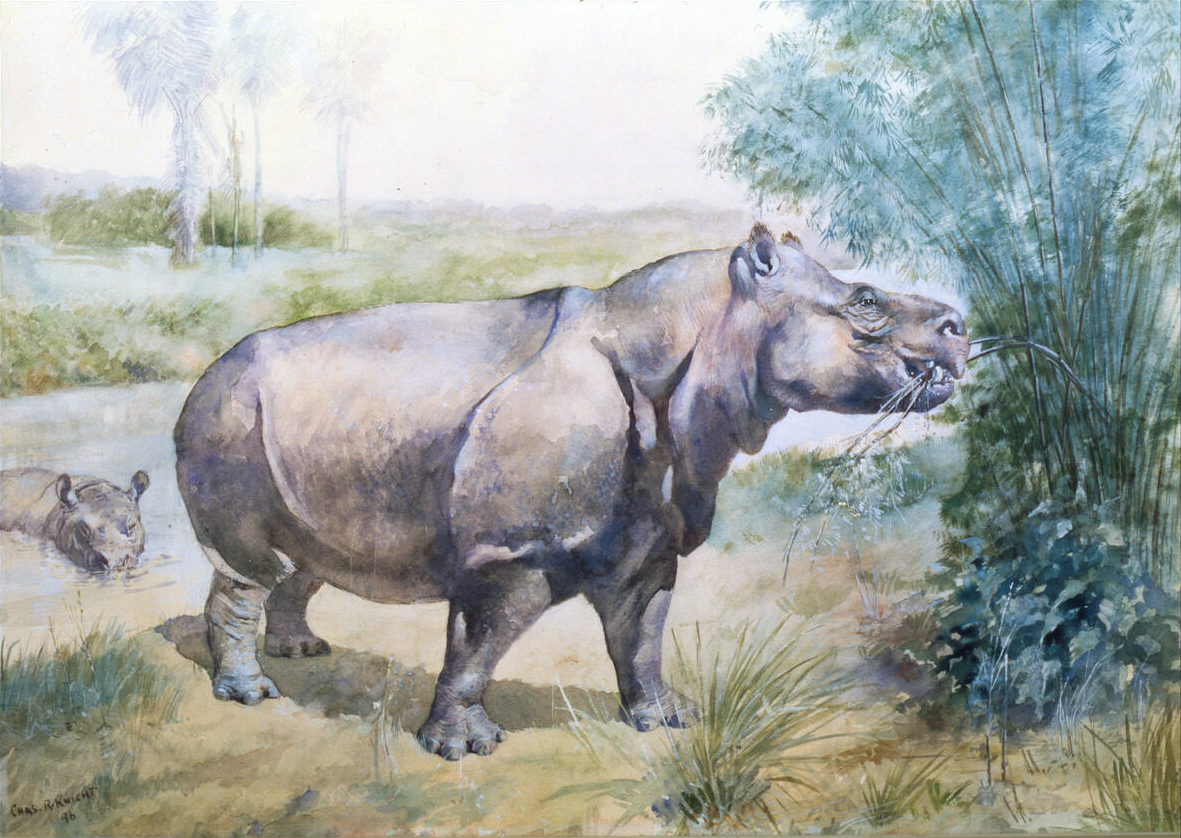
Restitution paléoartistique de Metamynodon (Amynodontidae).
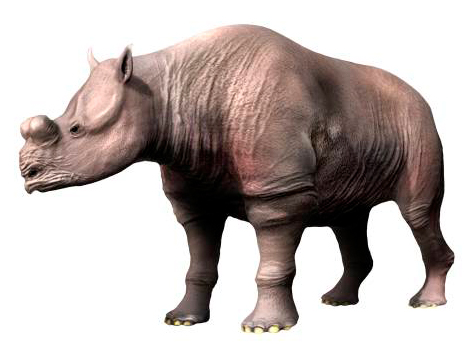
Restitution de Protitanops (Brontotheriidae).
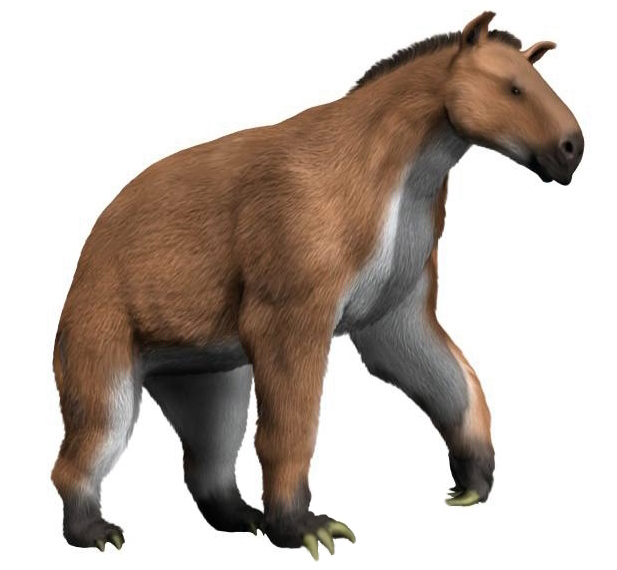
Restitution de Moropus elatus (Chalicotheriidae).
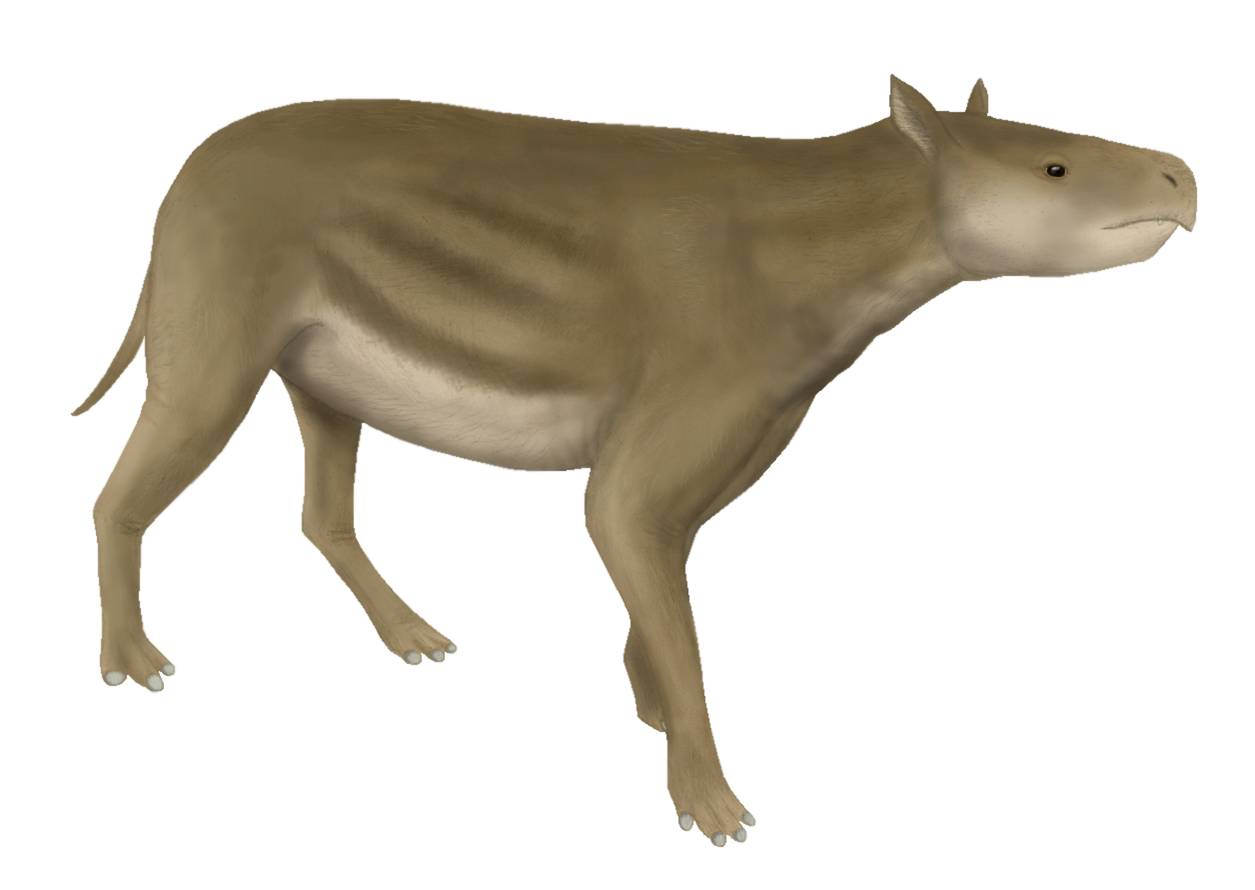
Restitution de Heptodon posticus (Helaletidae).
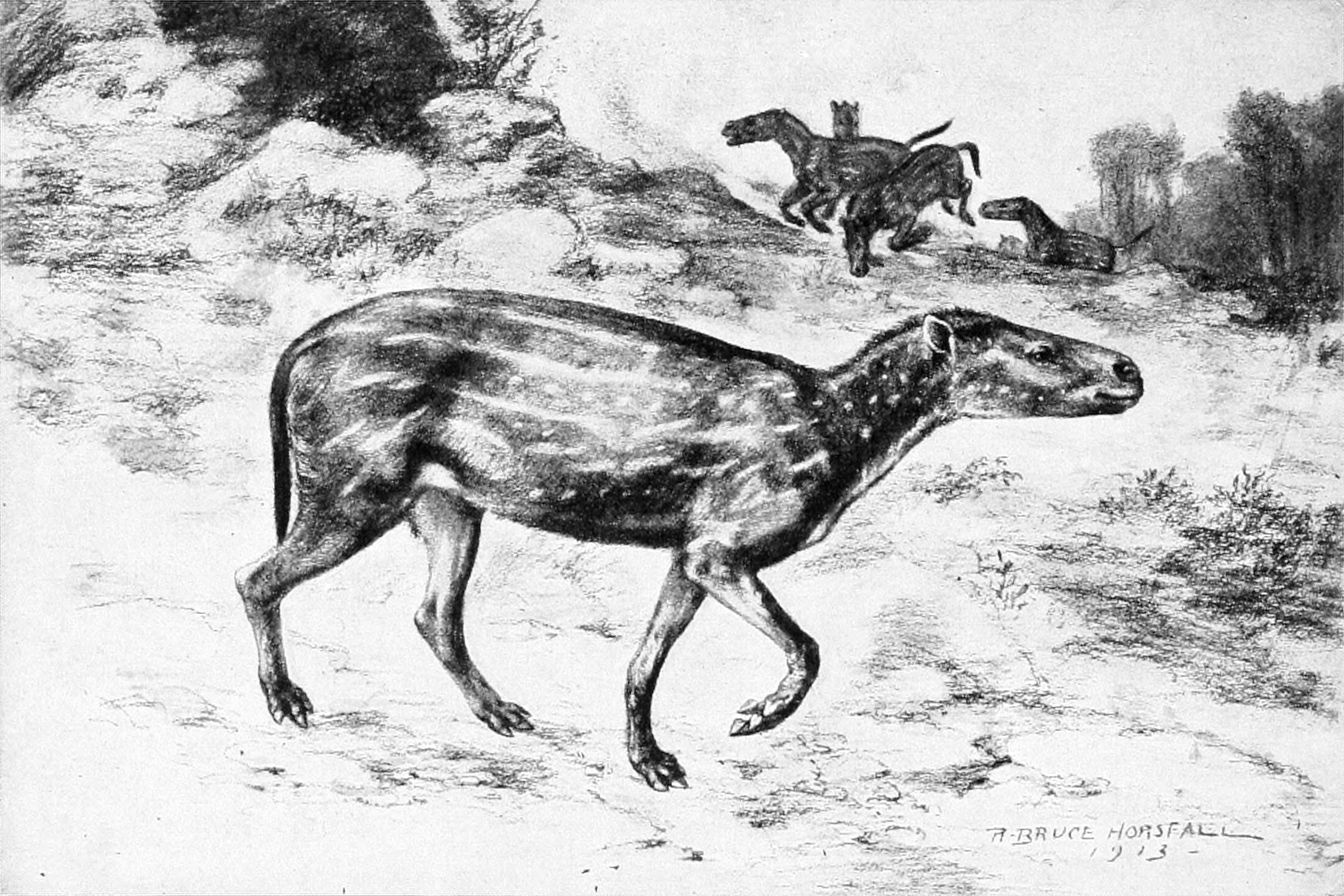
Restitution de Hyrachyus eximius (Hyrachyidae).
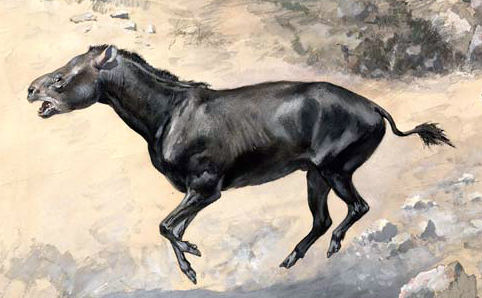
Restitution de Hyracodon (Hyracodontidae).
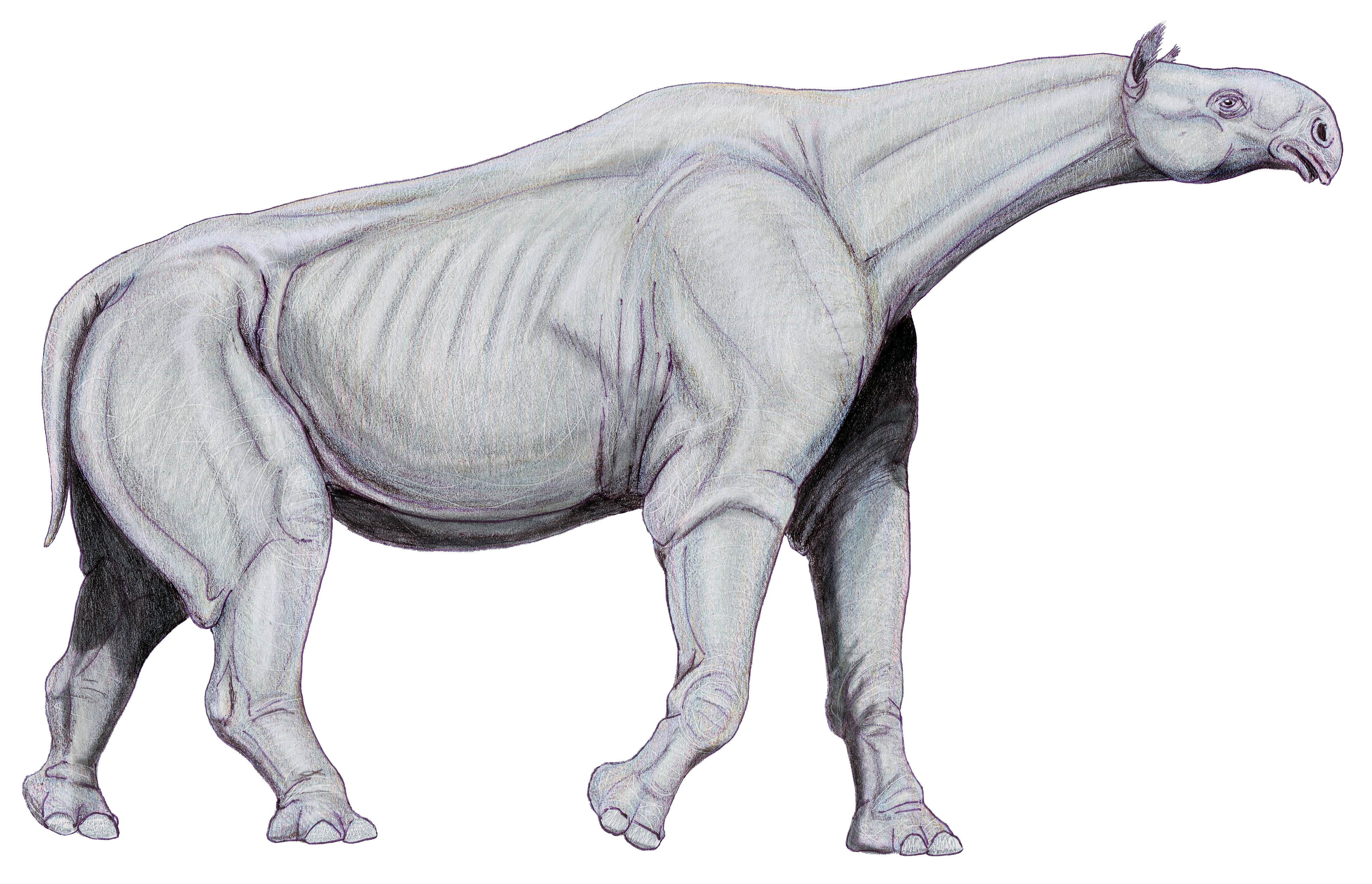
Restitution de Paraceratherium transouralicum (Paraceratheriidae[1]).
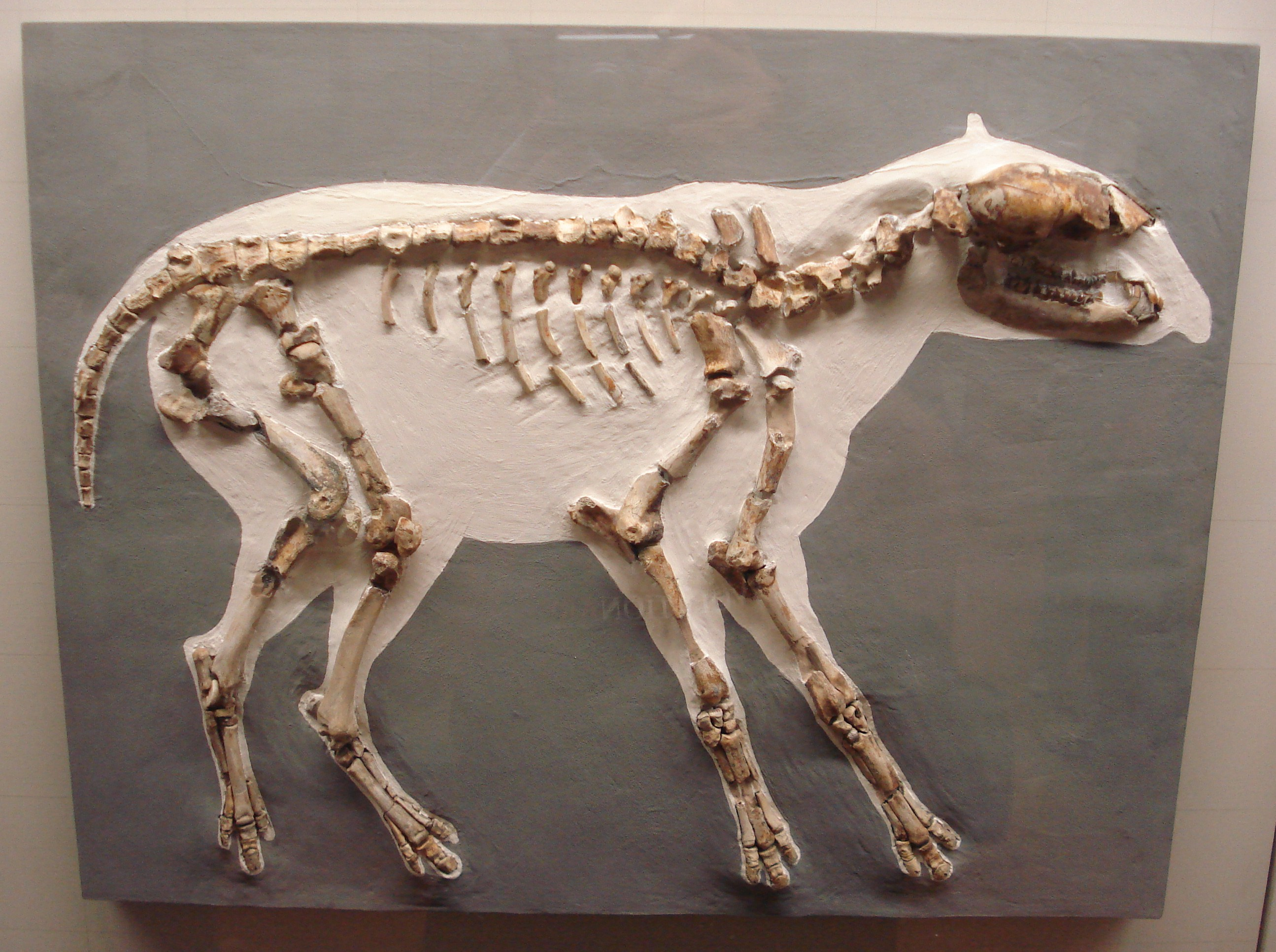
Restitution de Plagiolophus (Pachynolophidae).
Restitution de Hyracotherium (Palaeotheriidae).

## Débat scientifique relatif à la phylogénie des Perissodactyles
Dans les classifications classiques, les périssodactyles ne comptent que trois familles classées selon la régression des doigts latéraux du membre chiridien postérieur :
- les Équidés (cheval, âne, zèbre, etc.) aux membres postérieurs monodactyles (troisième doigt) ;
- les Tapiridés (tapir) aux membres postérieurs tridactyles (deuxième et quatrième doigt) ;
- les Rhinocérotidés (rhinocéros) aux membres postérieurs tridactyles (deuxième et quatrième doigt) .

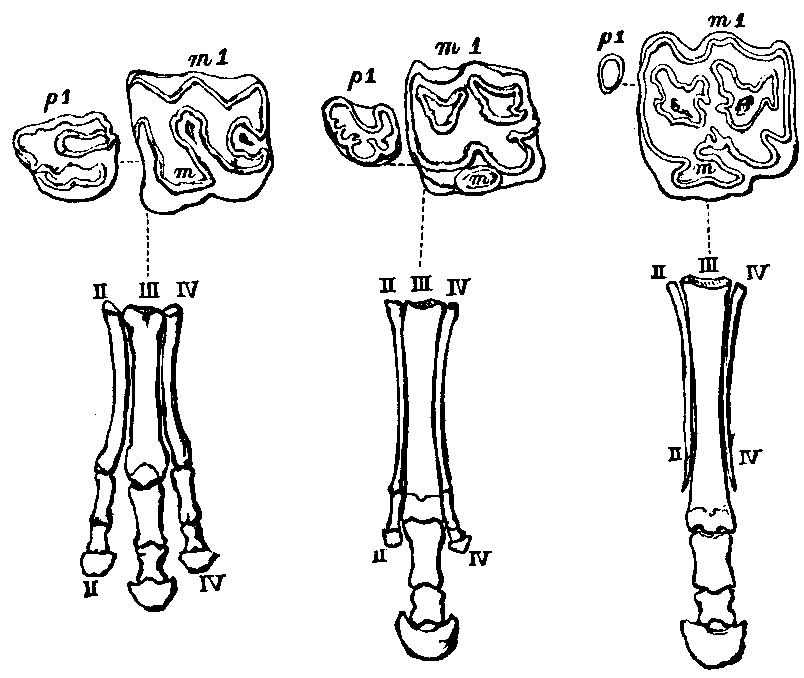
Évolution du pied des Équidés.
De gauche à droite : Mesohippus aux 3 doigts subégaux, Merychippus aux trois doigts inégaux dont les deux latéraux ne touchent plus le sol, Pliohippus monodactyle.

Les études phylogénétiques permettent de ne pluss inclure à ce groupe la quatrième famille, celle des hyracoïdes, de petits ongulés redevenus plantigrades. Le groupe actuel des périssodactyles prend alors le nom de mésaxoniens.
Les familles de Périssodactyles sont alors les suivantes :
- Ordre des Périssodactyles, (Perissodactyla)
  - Infra-ordre des Hippomorphes, (Hippomorpha)
    - Famille des Équidés, (Equidae) : chevaux et apparentés, environ neuf espèces pour un genre
      - Cheval de Przewalski, Equus przewalskii
      - Cheval, Equus caballus
      - Âne, Equus asinus
      - Onagre, Equus hemionus
      - Zèbre des plaines, Equus quagga
      - Zèbre de montagne, Equus zebra
      - Zèbre de Grévy, Equus grevyi

  - Infra-ordre des Cératomorphes, (Ceratomorpha)
    - Famille des Brontothéridés, (Brontotheriidae) (éteint)
    - Famille des Chalicothériidés, (Chalicotheriidae) (éteint)
    - Famille des Tapiridés, (Tapiridae) : tapirs, quatre espèces en un genre.
      - Tapir du Brésil, Tapirus terrestris
      - Tapir des montagnes, Tapirus pinchaque
      - Tapir de Baird, Tapirus bairdii
      - Tapir de Malaisie, Tapirus indicus

    - Super-famille des Rhinocerotoidea
      - Famille des Hyracodontidés, (Hyracodontidae) (sous-classification discutée ; paraphylie[4]) (éteint)
        - Hyracodon (éteint)
        - Paracérathérium, (Paraceratherium bugtiense) (éteint)

      - Famille des Amynodontidae (éteint)
        - Cadurcotherium
        - Cadurcodon
        - Amynodon

      - Famille des Rhinocérotidés, (Rhinocerotidae, « rhinocéros vrais ») : rhinocéros, cinq espèces actuelles en quatre genres.
        - Rhinocéros blanc, Ceratotherium simum
        - Rhinocéros laineux, Coelodonta antiquitatis (éteint)
        - Rhinocéros de Sumatra, Dicerorhinus sumatrensis
        - Rhinocéros noir, Diceros bicornis
        - Rhinocéros unicorne géant, Elasmotherium sibiricum (éteint)
        - Rhinocéros indien, Rhinoceros unicornis
        - Rhinocéros de Java, Rhinoceros sondaicus

## En savoir plus